# MercedesCup 2018
MercedesCup 2018 là một giải quần vợt nam được chơi trên mặt sân cỏ. Đây là lần thứ 41 giải MercedesCup được tổ chức, và là một phần của ATP World Tour 250 và ATP World Tour 2018. Giải được tổ chức tại Tennis Club Weissenhof ở Stuttgart, Đức, từ ngày 11 tháng 6 đến ngày 17 tháng 6 năm 2018. Roger Federer đã trở lại ngôi số 1 khi vào được vòng chung kết.

## Nội dung đơn

### Hạt giống
| Quốc gia | Tay vợt               | Xếp hạng1 | Hạt giống |
| -------- | --------------------- | --------- | --------- |
| SUI      | Roger Federer         | 2         | 1         |
| FRA      | Lucas Pouille         | 16        | 2         |
| CZE      | Tomáš Berdych         | 20        | 3         |
| AUS      | Nick Kyrgios          | 23        | 4         |
| GER      | Philipp Kohlschreiber | 24        | 5         |
| CAN      | Denis Shapovalov      | 25        | 6         |
| CAN      | Milos Raonic          | 28        | 7         |
| ESP      | Feliciano López       | 33        | 8         |

- 1 Bảng xếp hạng vào ngày 28 tháng 5 năm 2018[2][3]

### Vận động viên khác
Đặc cách:
- Tomáš Berdych
- Yannick Maden
- Rudolf Molleker

Vượt qua vòng loại:
- Prajnesh Gunneswaran
- Denis Kudla
- Matteo Viola
- Mikhail Youzhny

Thua cuộc may mắn:
- Viktor Galović

### Rút lui
Trước giải đấu
- Marco Cecchinato → thay thế bởi  Denis Istomin
- Peter Gojowczyk → thay thế bởi  Viktor Galović
- Chung Hyeon → thay thế bởi  Maximilian Marterer
- David Ferrer → thay thế bởi  Mirza Bašić
- Gaël Monfils → thay thế bởi  Florian Mayer

### Bỏ cuộc
- Viktor Troicki

## Nội dung đôi

### Hạt giống
| Quốc gia | Tay vợt              | Quốc gia | Tay vợt            | Xếp hạng1 | Hạt giống |
| -------- | -------------------- | -------- | ------------------ | --------- | --------- |
| PAK      | Aisam-ul-Haq Qureshi | NED      | Jean-Julien Rojer  | 44        | 1         |
| JPN      | Ben McLachlan        | GER      | Jan-Lennard Struff | 60        | 2         |
| BLR      | Max Mirnyi           | AUT      | Philipp Oswald     | 83        | 3         |
| BRA      | Marcelo Demoliner    | ESP      | Feliciano López    | 86        | 4         |

- Bảng xếp hạng vào ngày 28 tháng 5 năm 2018.

### Vận động viên khác
Đặc cách:
- Matthias Bachinger /  Yannick Maden
- Philipp Petzschner /  Tim Pütz

## Nhà vô địch

### Đơn
- Roger Federer đánh bại  Milos Raonic, 6–4, 7–6(7–3)

### Đôi
- Philipp Petzschner /  Tim Pütz đánh bại  Robert Lindstedt /  Marcin Matkowski, 7–6(7–5), 6–3